# Klausen
Klausen (italià Chiusa) és un municipi italià, dins de la província autònoma de Tirol del Sud. És un dels municipis del districte i vall d'Eisacktal. L'any 2007 tenia 5.031 habitants. Comprèn les fraccions de Gufidaun (Gudon), Latzfons (Lazfons), i Verdings (Verdignes). Limita amb els municipis de Feldthurns, Lajen, Sarntal, Vahrn, Villanders i Villnöß.

## Situació lingüística
| Pertinença lingüística (cens 2001) | 91,11% alemany |
| Pertinença lingüística (cens 2001) | 8,29% italià   |
| Pertinença lingüística (cens 2001) | 0,60% ladí     |

## Administració
| Període | Identitat       | Partit |
| ------- | --------------- | ------ |
| 2004-   | Arthur Scheidle | SVP    |

## Personatges il·lustres

Territori comunal

- Valentin Gallmetzer, escultor.